# Автореференція

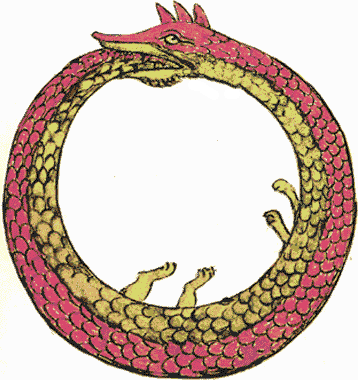
Уроборос — змій, що пожирає сам себе

Авторефере́нція або самореференція — явище, яке виникає у системах висловлювань у тих випадках, коли якесь поняття посилається саме на себе. Інакше кажучи — якщо який-небудь вираз є одночасно самою функцією і аргументом цієї функції.
Автореференція завжди пов'язана із парадоксом.[прояснити]